# 消防船

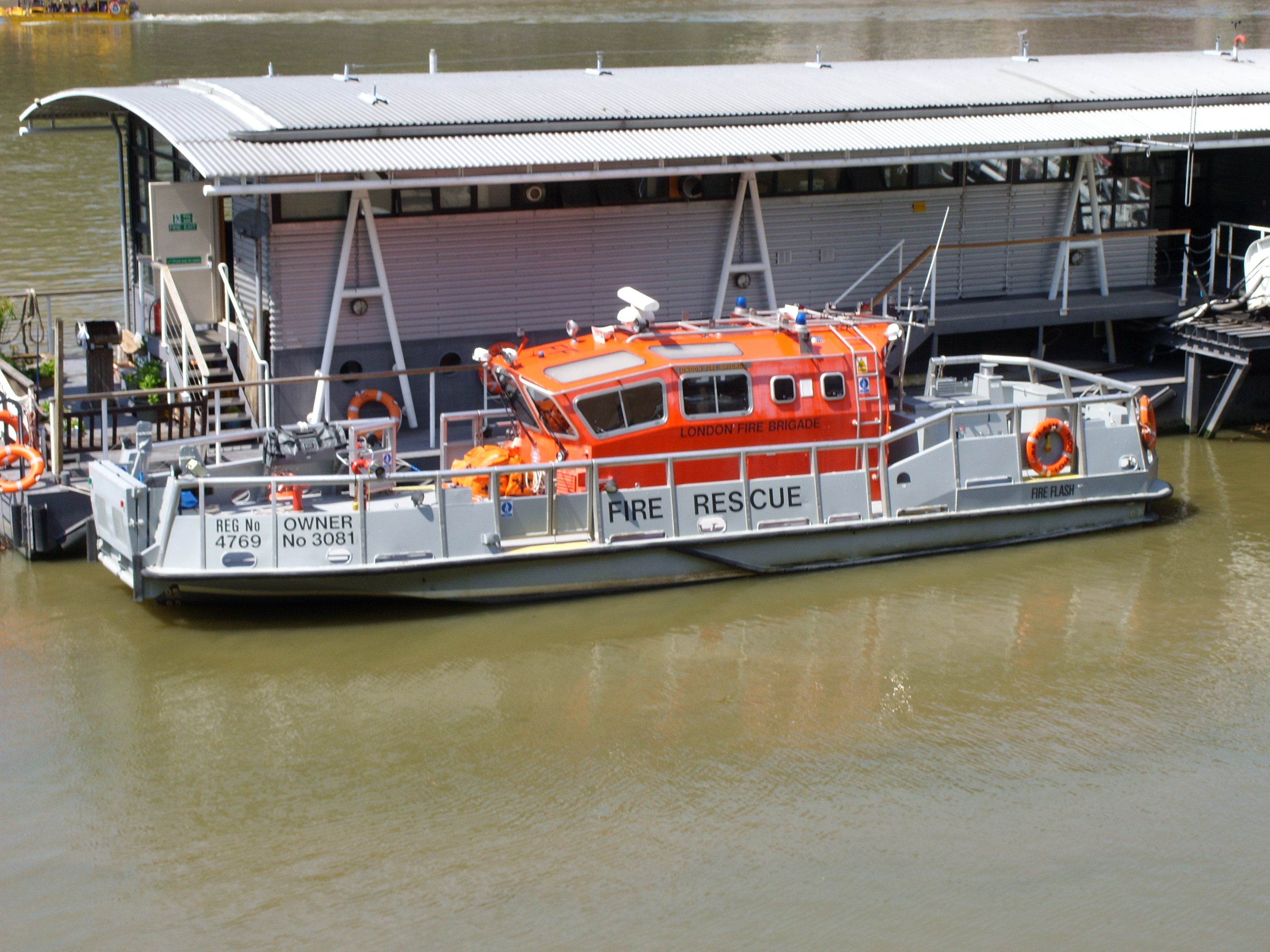
伦敦消防队消防船，泰晤士河，伦敦

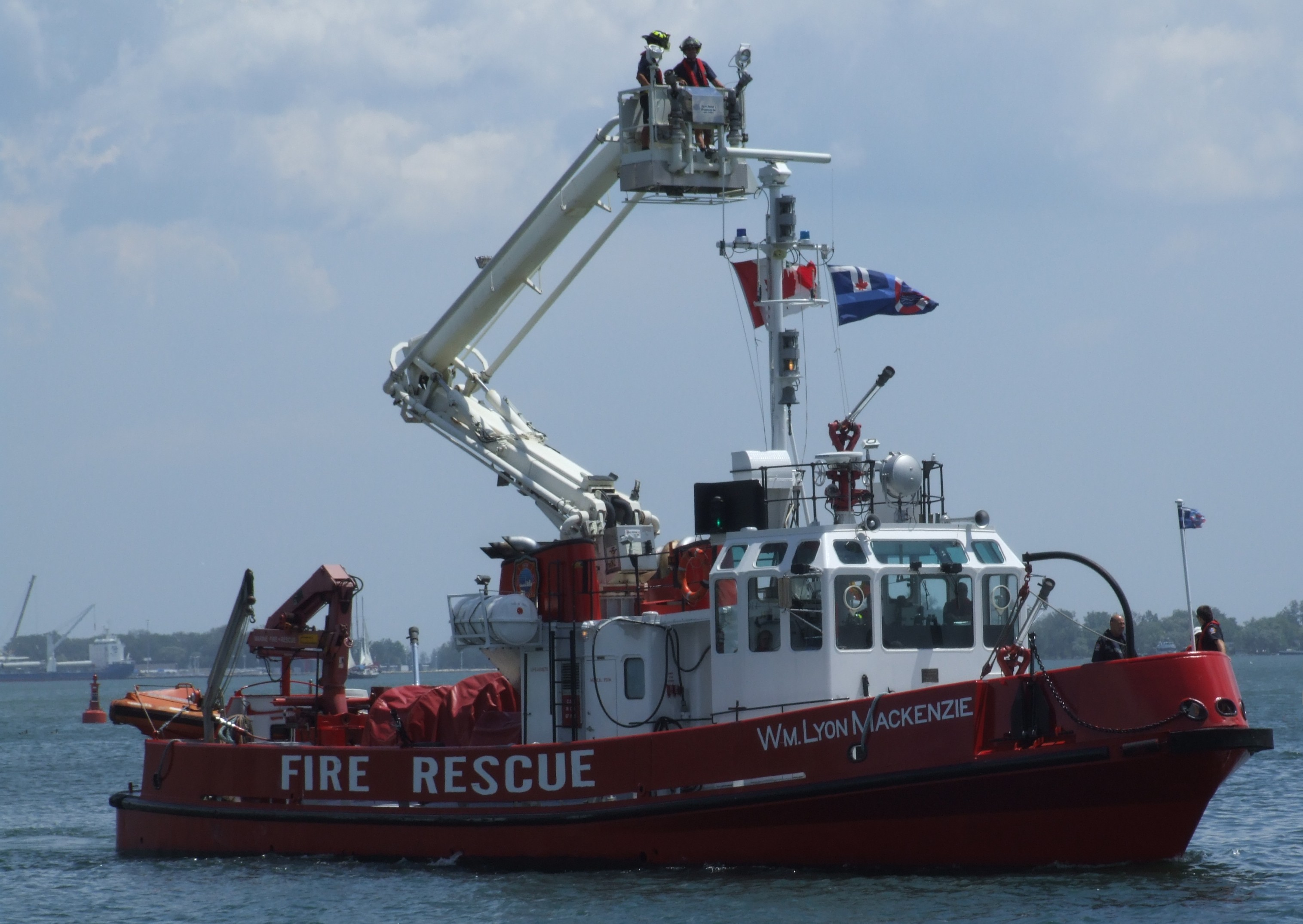
多伦多WL Mackenzie消防船

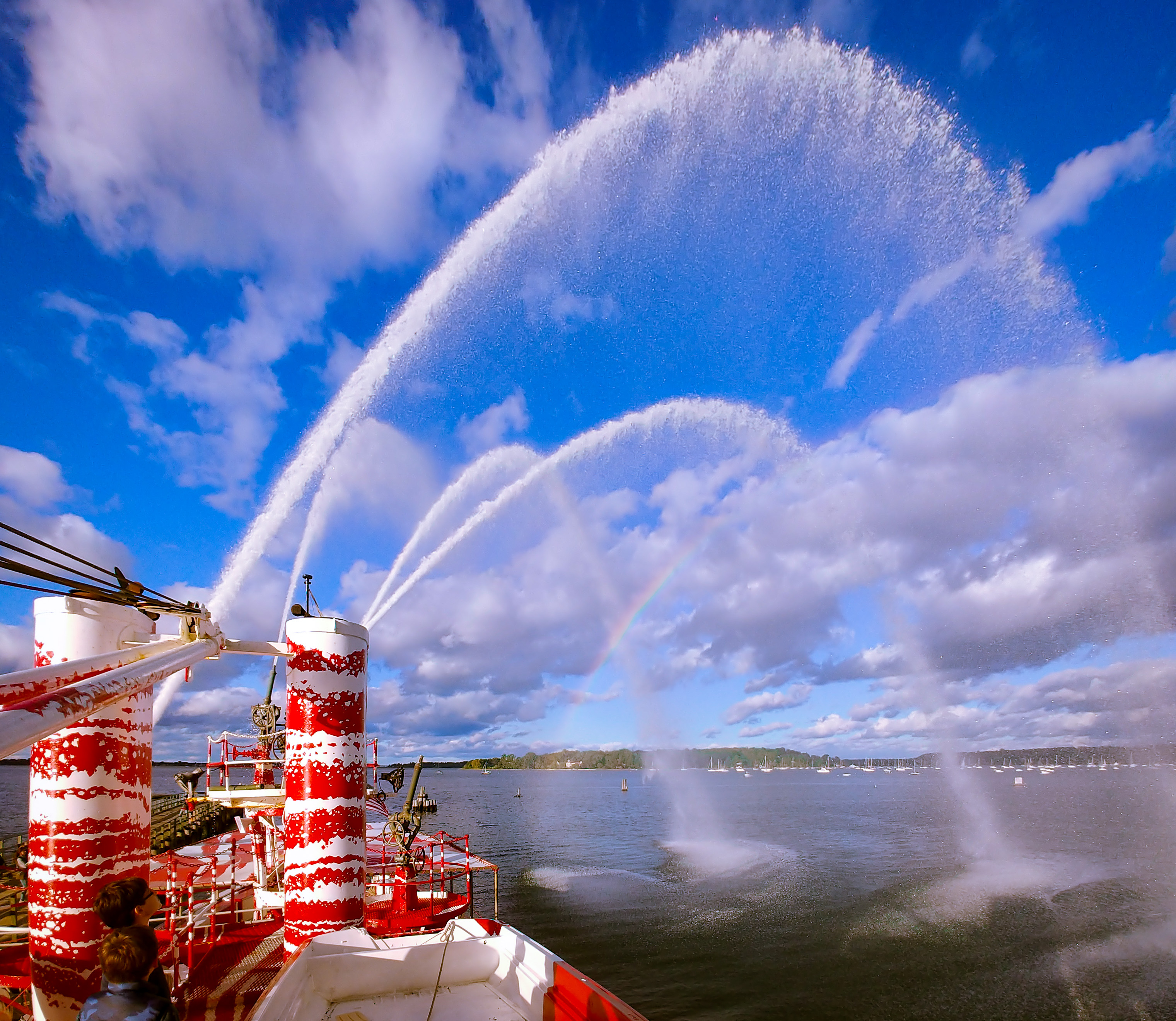
身穿陶巴奥尔巴赫炫彩迷彩的约翰·J·哈维号消防船在纽约牡蛎湾进行抽水演示，可见人造彩虹

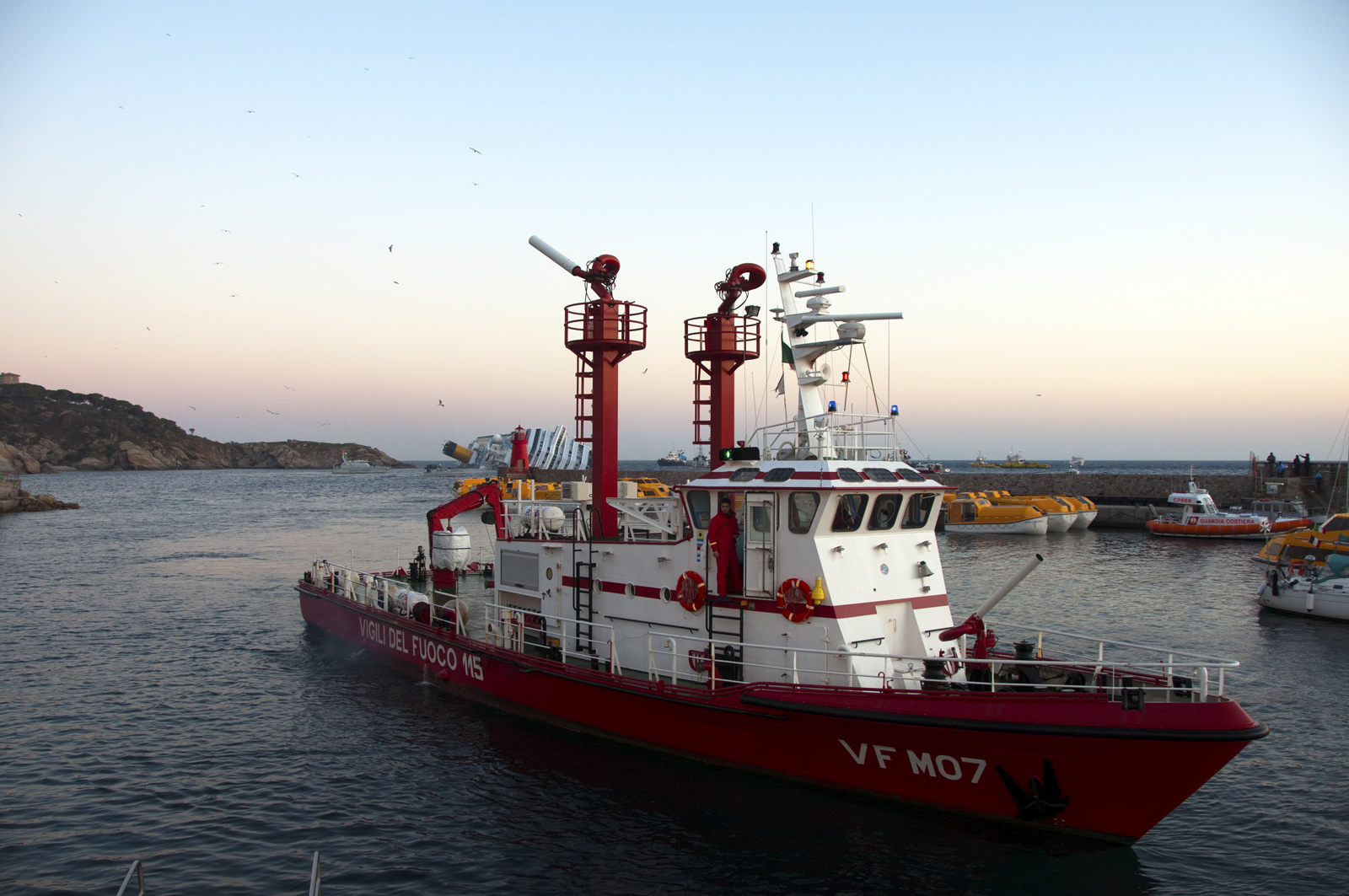
意大利 M 级消防船

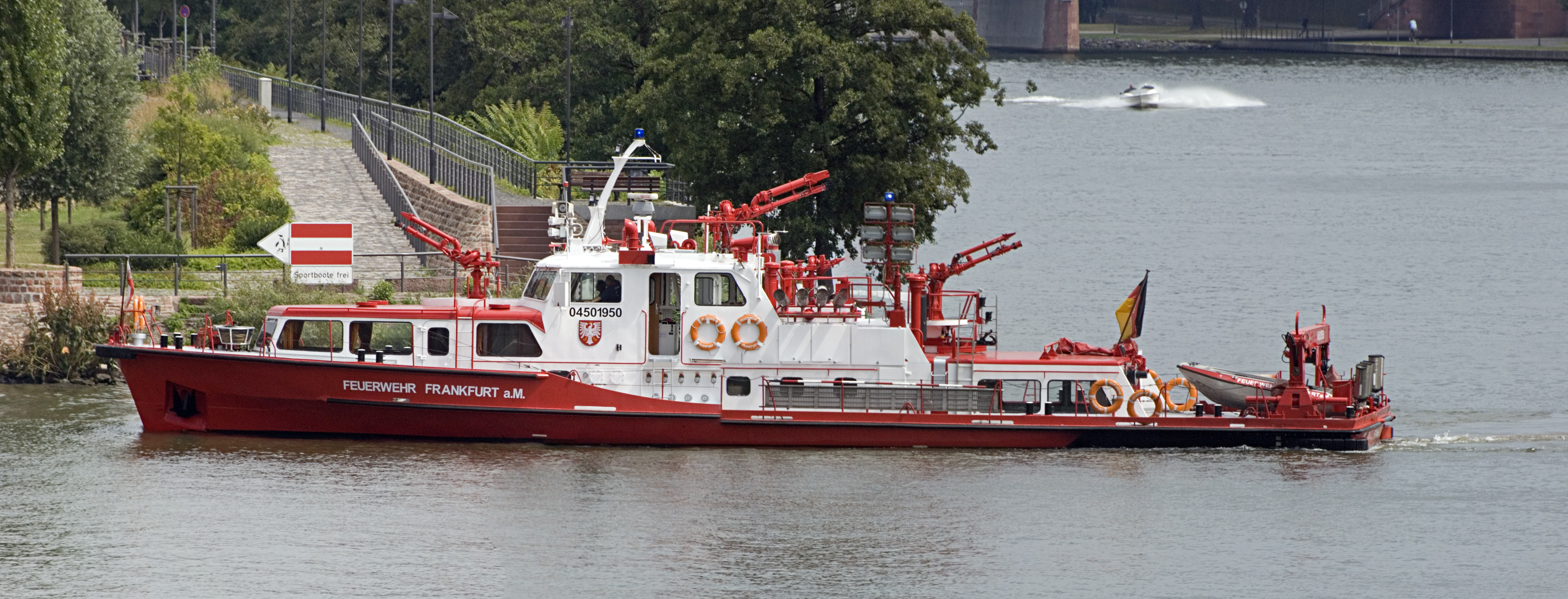
德国法兰克福消防局的一艘消防船

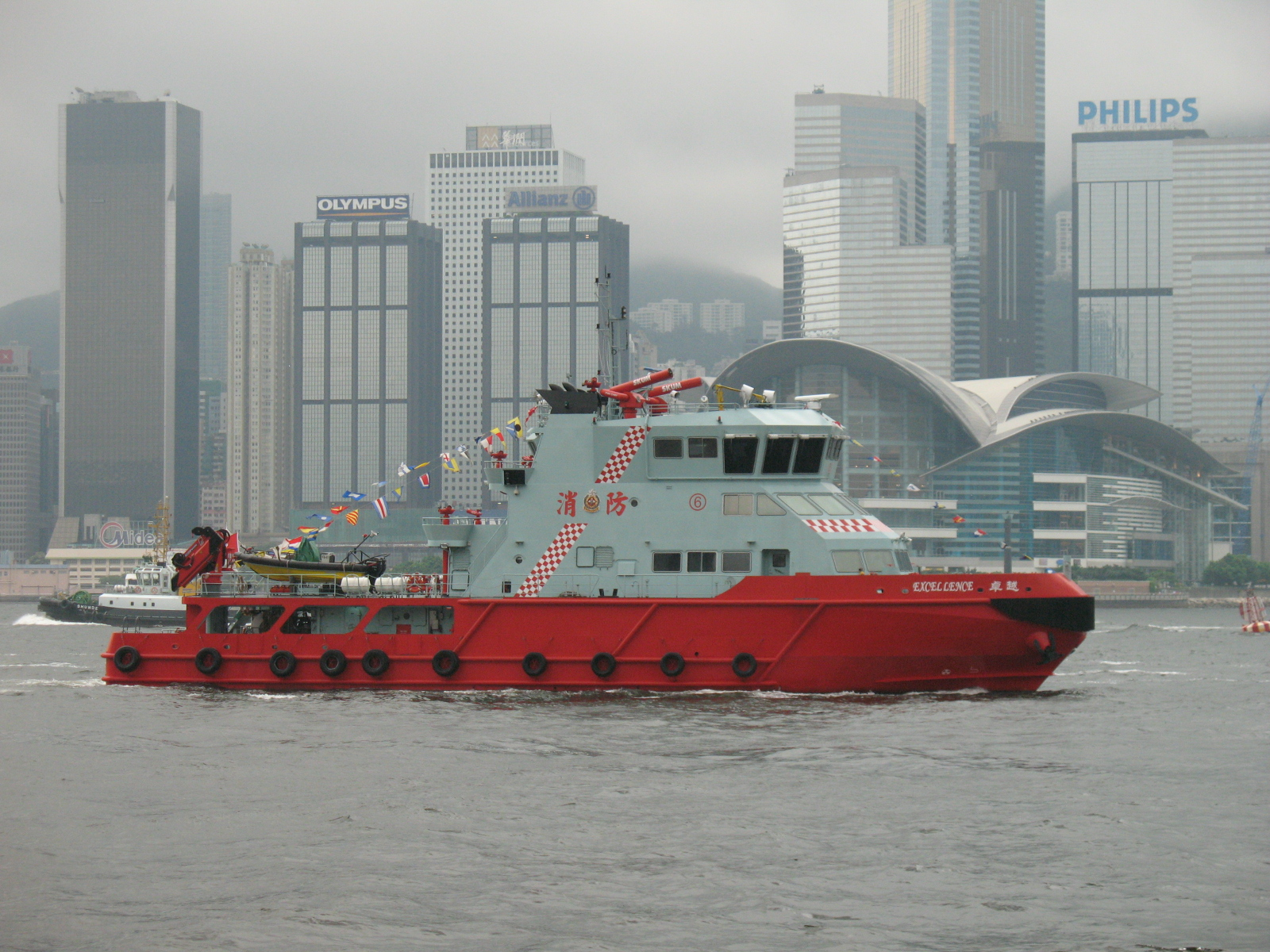
HKFS卓越型消防船

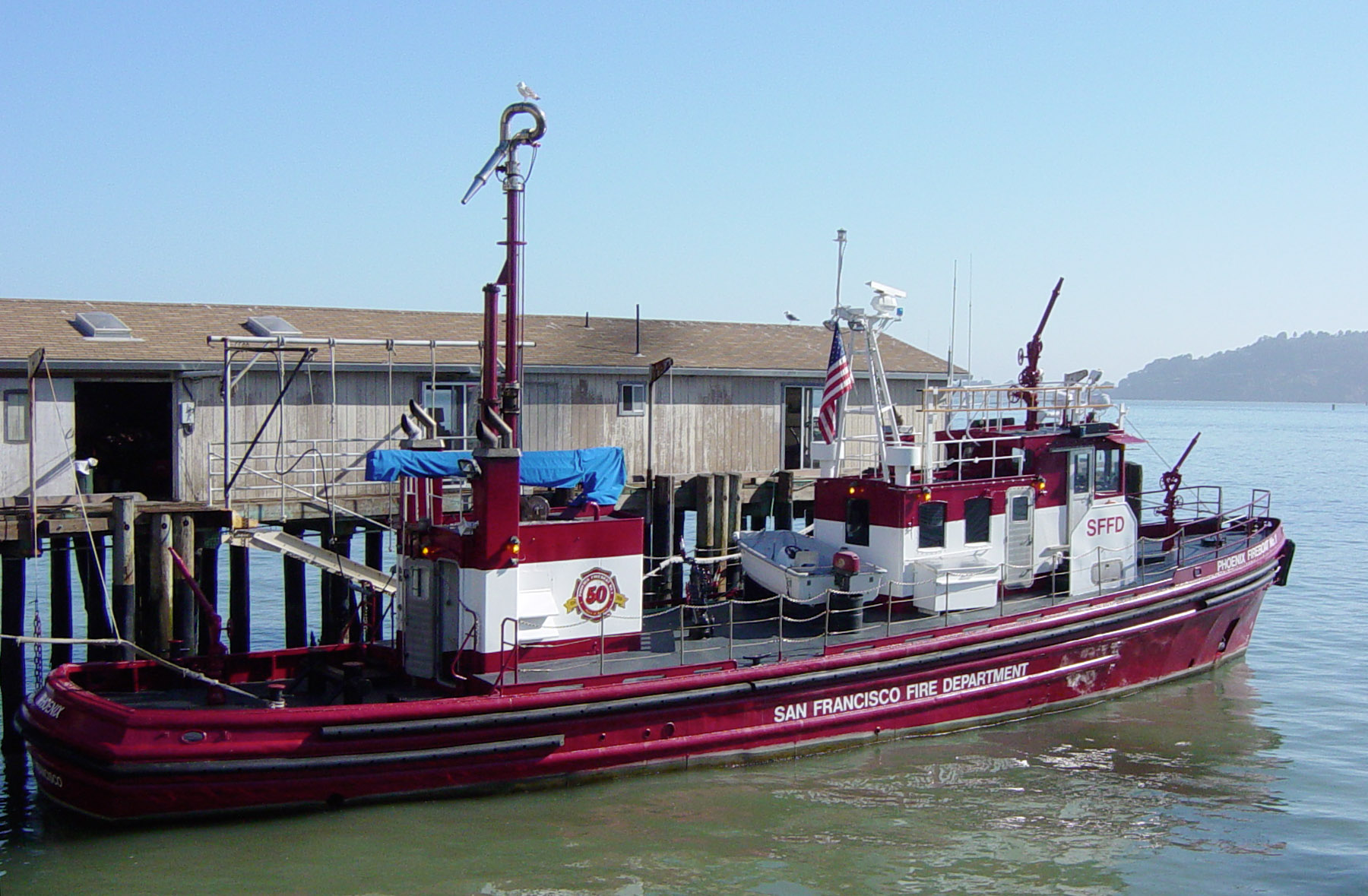
旧金山凤凰号火船

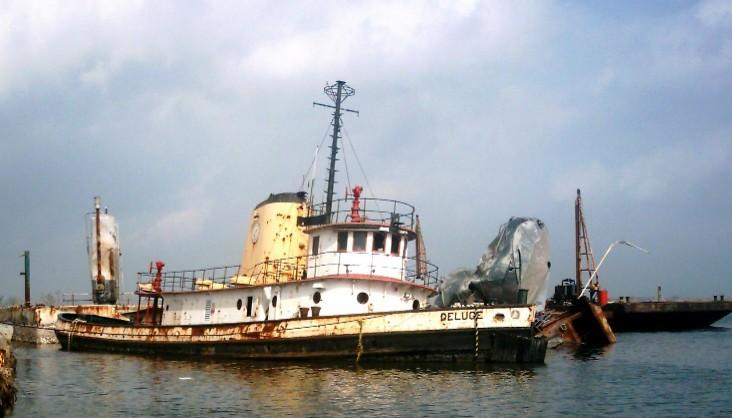
Deluge ，退役消防拖船

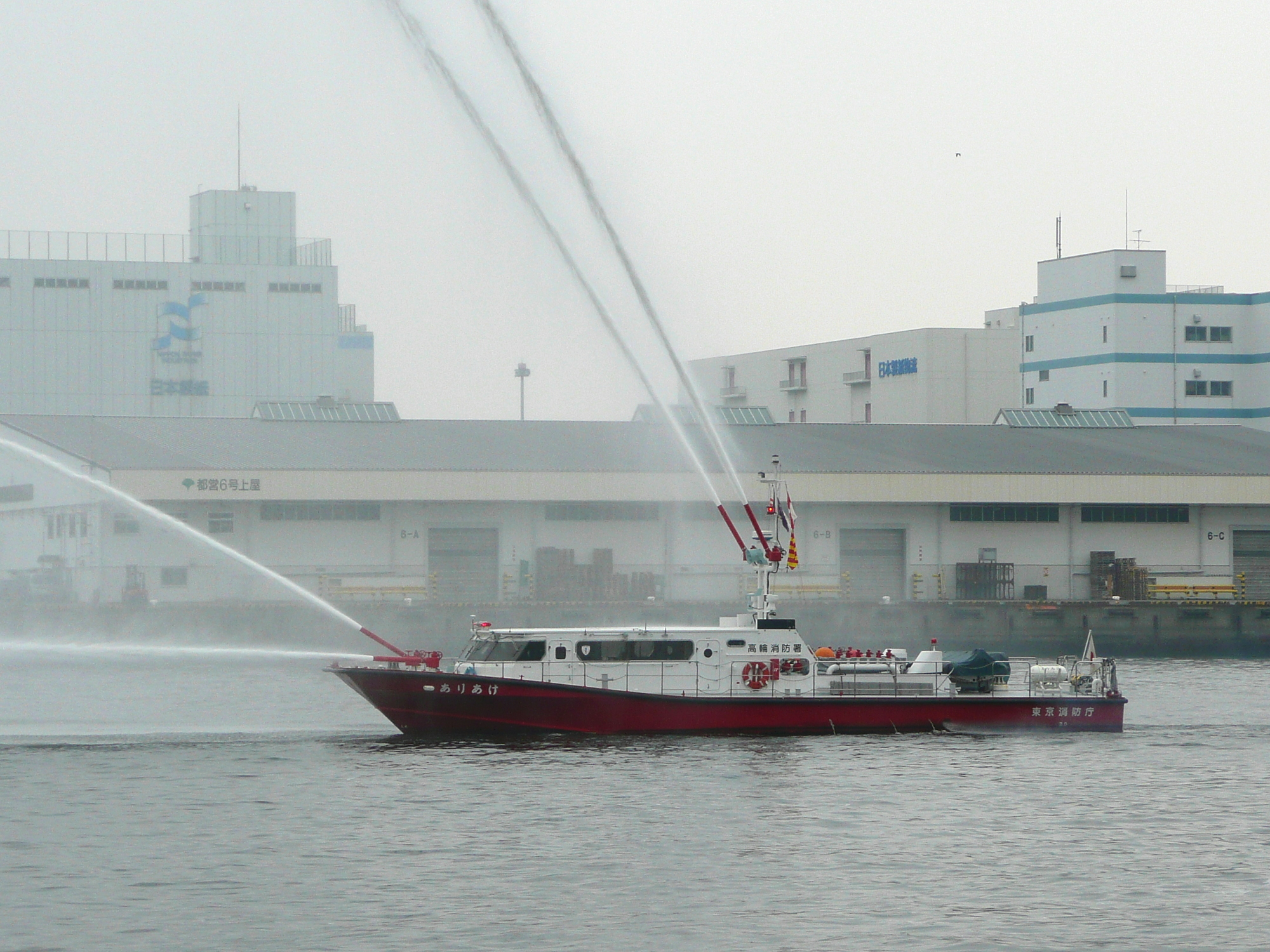
东京消防局有明消防船

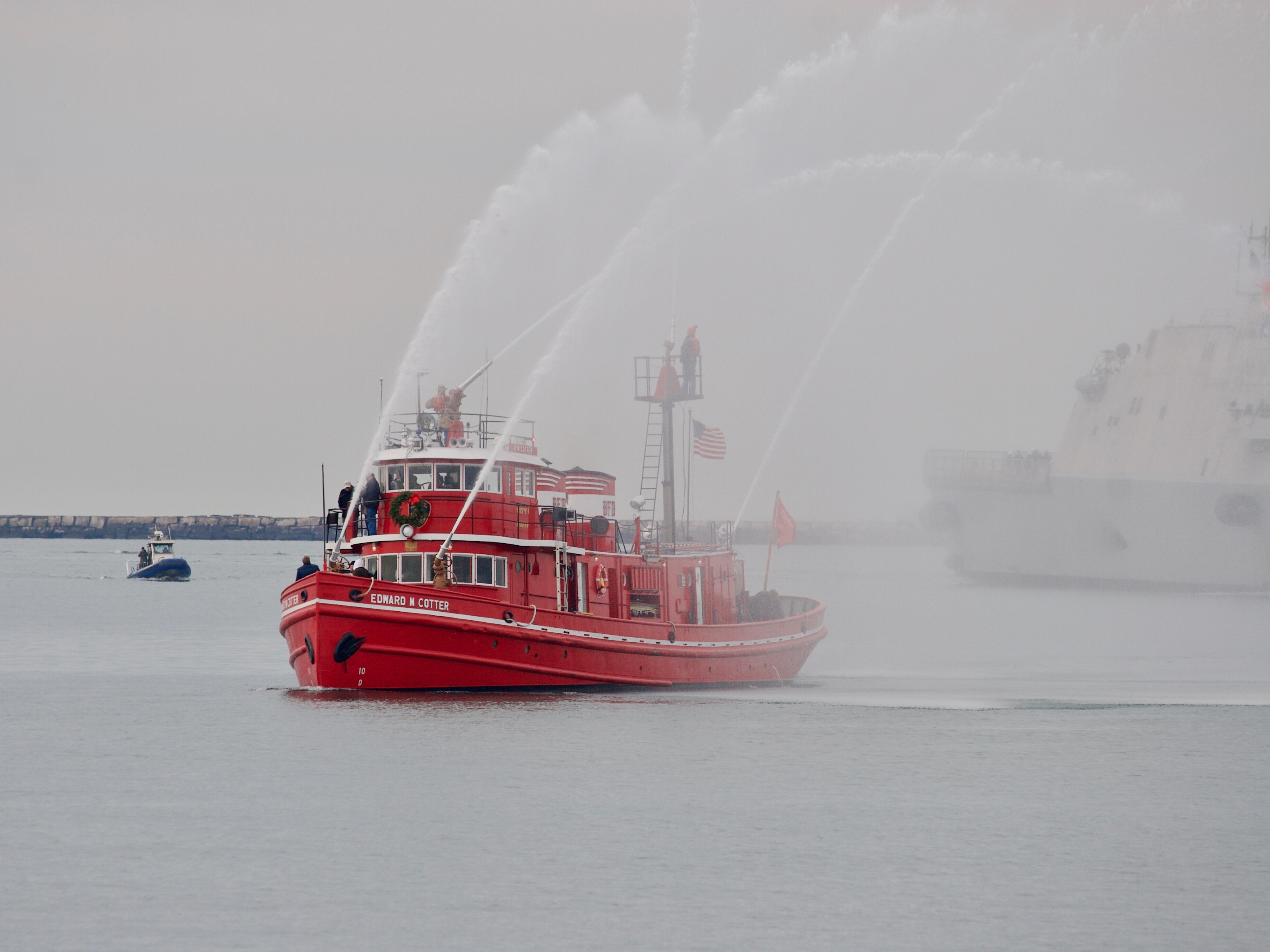
纽约布法罗的爱德华·M·科特号被认为是世界上最古老的现役消防船

消防船是一種專門配備泵和噴嘴的船隻，用於撲滅海岸線和船上火災。 第一艘消防船的歷史可以追溯到 18 世紀末，是加裝消防設備的拖船。。 源自拖船和更類似於航海船的現代消防船的較舊設計如今都在使用中。 一些部門還給自己的多用途船隻冠以“消防船”的稱號。
它們經常用於撲滅碼頭和岸邊倉庫的火災，因為它們可以直接撲滅這些結構支撐基礎的火災。 它們還可以有效地無限供應水，直接從船體下方抽水。 當其他水源供應不足或無法使用時，消防船可用於協助岸上消防員，例如，由於地震導致水管破裂，如 1989年洛馬普里塔地震所發生的情況。
一些現代消防船每分鐘能夠泵送數万加侖的水。 例如，洛杉磯消防局的 2 號消防船 Warner Lawrence 能夠泵送高達 38,000 美製加侖/分鐘（2.4 m3/s；32,000 imp gal/min）和高達 400 英尺（122 m）的泵送能力。 ） 在空中。
公眾最常看到的消防船是在歡迎艦隊或歷史船隻時看到的，它們展示了其水上移動能力，向各個方向拋出大弧形的水流。
有時，消防船被用來將消防員、緊急醫療技術員和醫生及其醫療設備運送到島嶼和其他船隻上。 少數消防船有破冰船的功能，例如芝加哥消防局的 Victor L. Schlaeger 可以打破 8 到 12 英寸的冰。 它們還可能搭載潛水員或地表水域救援人員。 遇險船舶上的乘客也可以轉移到各種救援船上。 救援船還可用於河流、湖泊和海洋上的石油和化學物質銷毀。 例如，芬蘭赫爾辛基的赫爾辛基救援部門擁有不同類型的船隻，用於執行各種消防、救援和石油銷毀任務。 
此外，还可以在消防、救援和医疗紧急情况下使用液压直升机、刚性充气艇、风扇船，甚至气垫船和直升机。
拥有消防船的城市通常位于拥有港口设施的大片水域上。缺乏资源的小型消防部门将使用刚性船体充气船或从当地救援机构（EMS、海岸警卫队、军队）借用船只。

## 政府和军队配备消防船

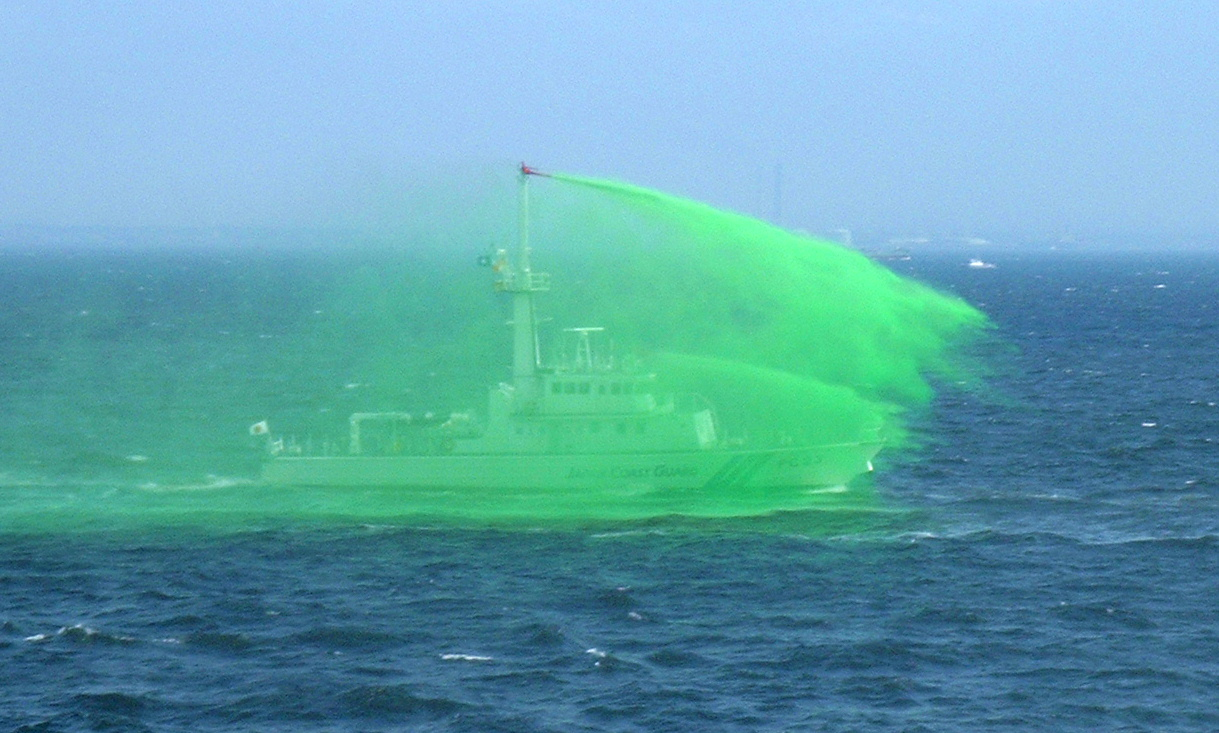
日本海上保安廳巡邏艇高壓水砲噴射

- 日本海上保安廳—9艘，其餘有230艘配備水砲或消防系統的巡邏艇
- 美國海岸警衛隊
- 加拿大皇家海軍輔助艦隊消防級消防船（2艘）：
  - CFAV 火鳥號 (YTR 561)
  - CFAV 火把號 (YTR 562)

## 另請參閱
- 消防队员
- 消防器材
- 警用船只
- 刚性船体充气船